# 千葉翔也
千葉翔也（日语：／ Chiba Shōya，1995年8月29日—）是日本男性聲優及演員（前兒童演員），TOY'S FACTORY所屬。

## 概要
包含Sigma Seven公司裡、是首位參加偶像大師裡的聲優。同系列開始約10年，Sigma Seven相關的人裡面參與偶像大師的人一個都沒有，但是因為他所飾演的秋山隼人而打破了這個狀況。
雖然在SideM的聲優群裡是最年輕的，但是包含兒童演員時期的演藝經歷是很長的。不知道是不是因為這個原因，野上翔在315プロNight!裡稱呼他為翔也さん。（野上翔其後在千葉翔也・野上翔の翔福翔来!!中提及到，自己在最初也是稱呼千葉翔也為千葉さん，之後隨著兩人越來越友好，想為他取一個暱稱，於是就變成了稱他為翔也さん。並不是因為尊敬他演藝經歷長。）

2023年1月1日宣佈已於2022年12月31日退出sigma7，並於2023年1月1日起所屬事務所移藉至TOY'S FACTORY。

### 人物
- 興趣及專長是吉他、看音樂劇。是寶塚歌劇團的粉絲。

- 高中時期曾經加入了輕音樂部。

- 在廣播節目「千葉翔也的浪漫千層派」裡提到自己崇拜的聲優前輩是逢坂良太。

## 演出作品
※粗體字為主要角色

### 電視節目
- 失われた子供

2004年
- お母さんもっと生きたかった（服部健太）

2008年
- ユータと不思議な宇宙の書

2018年
- スーパーチューナー（栗山陽一）

### 電視動畫
2004年
- カレーの国のコバ〜ル（コバ〜ル）

2011年
- 昭和物語（山崎公平）

2015年
- 幸腹塗鴉（男學生）
- 終結的熾天使（祐二）
- 學戰都市Asterisk（男學生A）
- 排球少年！！第二季（母畑和馬）

2016年
- 星夢手記（男性觀眾）
- 排球少年！！第二季（女川太郎）
- 發條精靈戰記 天鏡的極北之星（亞桑）
- ALL OUT!!（祇園健次）

2017年
- 月色真美（安曇小太郎[2]）
- 歡迎來到實力至上主義的教室（綾小路清隆）[3]
- 偶像大師SideM（秋山隼人）

2018年
- 三顆星彩色冒險（男子、不良少年）
- Banana Fish（辛舒霖[4]）
- 工作細胞（B細胞[5]）
- 軒轅劍·蒼之曜（商嶽[6]）
- JoJo的奇妙冒險 黃金之風（壞小孩3）
- 來自繽紛世界的明日（葵唯翔）
- 偶像大師 SideM 有理由Mini！（秋山隼人）

2019年
- 多羅羅（多寶丸）
- B-PROJECT ～絕頂＊Emotion～（不動明謙[7]）
- 炎炎消防隊（由宇[8]）
- 星合之空（田中猛）
- 我們真的學不來！第2期（客A）

2020年
- 地縛少年花子君（源光[9]）
- GO! GO! 原子小金剛
- 排球少年！！TO THE TOP（女川太郎）
- 夢夢貓（丸山義雄）
- 格萊普尼爾（池內）
- 我立於百萬生命之上（シュージ）

2021年
- Praeter之傷（嵐柴千真）
- 花樣滑冰Stars（城之內颯太）
- 工作細胞!!（B細胞）
- 堀與宮村（谷原槙雄）
- 86－不存在的戰區－（辛耶·諾贊[10]）
- 暗夜第六感 2041（菅原清貴）
- 我立於百萬生命之上（友人）
- 現實主義勇者的王國重建記（迪斯）
- Visual Prison（結希安傑）
- 白金終局（南河水清[11]）

2022年
- 怪人開發部的黑井津小姐（沃爾夫♂的聲音）
- TRIBE NINE（青山和樹）
- 派對咖孔明（KABE太人[12]）
- 歡迎來到實力至上主義的教室 2nd Season（綾小路清隆[13]）
- 被勇者隊伍開除的馭獸使，邂逅了最強種的貓耳少女（雷因·舒拉德[14]）
- BLUE LOCK 藍色監獄（今村遊大）
- 呆萌酷男孩（四季蒼真[15]）
- 路人超能100 III（觀光客A）

2023年
- 妖幻三重奏（風卷祭里〈男〉[16]、白祭）
- 文豪Stray Dogs 第4期（希格瑪[17]）
- 絆之Allele（兔緹老師）
- 藍色管弦樂（青野一[18]）
- 和山田談場Lv999的戀愛（聯誼的男子）
- 獻祭公主與獸王（伊利亞）
- 文豪Stray Dogs 第5期（希格瑪）
- 不死少女的謀殺鬧劇（拉烏爾[19]）
- Sugar Apple Fairy Tale（納迪爾[20]）
- 七魔劍支配天下（理查·安德魯斯[21]）
- B-PROJECT ～熱烈＊Love Call～（不動明謙[22]）
- BULLBUSTER（沖野鐵郎[23]）
- 世界盡頭的聖騎士 鐵鏽之山的君王（威爾[24]）
- 放學後少年花子君（源光[25]）

2024年
- 歡迎來到實力至上主義的教室 3rd Season（綾小路清隆[26]）
- WIND BREAKER—防風少年—（榆井秋彥[27]）
- 關於我轉生變成史萊姆這檔事 第3期（薩雷[28]）
- 為何我的世界被遺忘了？（凱伊[29]）
- 青春之箱（豬股大喜[30]）
- 成為名留歷史的壞女人吧（伊凡斯·蓋爾[31]）
- 神劍闖江湖－明治劍客浪漫譚－ 京都動亂（三島榮次[32]）
- 一兆＄遊戲（科齐）

2025年
- 群花綻放、彷如修羅（冬賀萩大[33]）
- 終究，與你相戀。（和泉藍[34]）
- 地縛少年花子君2（源光[35]）
- WIND BREAKER—防風少年— 第2期（榆井秋彥[36]）
- Summer Pockets（鷹原羽依里[37]）
- 機動戰士Gundam GQuuuuuuX（奈布[38]）
- Princession Orchestra（奇塔[39]）
- LAZARUS 拉撒路（溫森納利[40]）
- 炎炎消防隊 參之章（由宇[41]）
- 終末起點（ルーカス・ワイクス[42]）
- 遊樂場少女的異文化交流（草壁蓮司[43]）

2026年
- 現在的是哪一個多聞！？（坂口櫻利[44]）
- 輪迴的花瓣（扇寺東耶[45]）
- 終究，與你相戀。（第2期）（和泉藍[46]）

### 劇場版動畫
2009年
- 新子與千年魔法

2010年
- 意外的幸运签

2011年
- 昭和物語劇場版（山崎公平）

2024年
- Code Geass 奪回的Rozé（小田友臣[47]）
- 劇場版 BLUE LOCK 藍色監獄 -EPISODE 凪-（今村遊大[48]）
- 心之觸碰。

### 網路動畫
2016年
- 怪物彈珠「Rain Of Memories」（觀眾A）

2018年
- 大魚海棠（湫）

2019年
- 鋼彈創鬥者 潛網大戰Re:RISE（尤利）

2021年
- 天空侵犯（吉田陸矢）

2022年
- TIGER & BUNNY 2（仙石昴[49]）

### 遊戲
2007年
- 我的暑假3 -北國篇- 小男孩的大草原（日语：ぼくのなつやすみ3 -北国篇- 小さなボクの大草原）（我）

2015年
- 偶像大師 SideM（秋山隼人）
- アウトディビジョン -刑徒隷僕区-（管吹審士[50]）
- 創作愛麗絲與王子殿下!（日比野未来[51]）

2016年
- ＼コメプリ／（鹽澤一之）

2017年
- 結ひの忍（すじこ）
- クランク・イン（逢坂忍）
- 星座革命☆彡88星座的偶像革命（針間理斗）
- B-PROJECT 無敵*危險（不動明謙）

2018年
- On Air！（浮間志朗）

2019年
- Op8♪（七星響）
- 剣が刻（橘道生）

2020年
- Summer Pockets REFLECTION BLUE（鷹原羽依里）

2021年
- 阴阳师（食灵）

2022年
- ANONYMOUS;CODE（高岡步論）

2023年
- 刀劍亂舞（八丁念佛）

2024年
- 東京謎影者（白波蓮）
- 原神（賽索斯）

2025年
- Fate/Grand Order（但丁·阿利吉耶里）

### 廣播劇CD
2015年
- THE IDOLM@STER SideM ST@RTING LINE（秋山隼人）
  - 03 Beit
  - 04 High×Joker

2016年
- KiLLER KiNG デビューシングル「キラキラスマイル」（不動明謙）

2020年
- 『PROJECT SCARD』 ドラマCD プロローグ編（嵐柴カズマ）

### 外語片配音
- The Ant Bully（Lucas Nickle）
- Snow Buddies
- 翻生侏羅館（尼克・戴利）
- 翻生侏羅館2（尼克・戴利）
- 翻生侏羅館3：古墓的秘密（尼克・戴利）
- 移動迷宮
- 世界貿易中心

### 旁白
- ザ！世界仰天ニュース（NTV ）
- ワラッチャオ！（NHK BSプレミアム ）

### 電子書籍
- BeeTV 黑金丑島君（竹本優希）
- 蜜桃女孩

### 網路連載
- 千葉翔也のバッチリしようや（2016年10月4日 - 、KIKI-VOICE.jp）

### 廣播節目
※粗體字為正在放送中。※為網路配信。
- アイドルマスター SideMラジオ 315プロNight!（2016年、ニコニコ生放送）
- 月刊 新・男前通信9月号〜月刊 千葉翔也（2016年、文化放送モバイルplus）
- [ALL OUT!! ラジオ 翔也と勇人のトークアウト!!（2016年 - 2017年、HiBiKi Radio Station）
- MAN TWO MONTH RADIO 千葉翔也のロマンチックミルフィーユ（2017年、AG-ON Premium※・超!A&G+）
- 千葉翔也・野上翔の翔福翔来!!（2017年7月5日-、超!A&G+）
- 千葉翔也のトゥー・ビー・ナイト（2019年7月5日-、超!A&G+）

### 網路節目
- 8P channel（2016年9月 - 2017年2月、アニメイトチャンネル）
- 8P channel 2（2017年3月 - 2017年8月、アニメイトチャンネル）
- 8P channel 3（2017年9月 - 2018年2月、アニメイトチャンネル）
- 8P channel 4（2018年4月 - 2018年9月、Rakuten TV）
- 8P channel 5（2018年10月 - 2019年3月、Rakuten TV）
- 8P channel 6（2019年4月 - 2019年9月 、Rakuten TV）
- 8P channel 7（2019年10月 - 、Rakuten TV）

### CM
- 荏原食品
- NTT DOCOMO
- 進研ゼミ中学講座

### BD・DVD
2016年
- 「8P channel」Vol.1
- THE IDOLM@STER SideM 1st STAGE 〜ST@RTING!〜

2017年
- 「8P channel」Vol.2
- 「8P channel」Vol.3
- 「8P channel 2」Vol.1
- 「8P channel 2」Vol.2
- 「8P channel 2」Vol.3
- EVENT DVD MARINE SUPER WAVE R 2017
- THE IDOLM@STER SideM 2nd STAGE ～ORIGIN@L STARS～ Live Blu-ray 【Shining Side】
- THE IDOLM@STER SideM 2nd STAGE ～ORIGIN@L STARS～ Live Blu-ray 【Complete Side】
- リアル宝探し「〜風魔からの挑戦〜」in 小田原

2018年
- 「8P channel 3」Vol.1
- 「8P channel 3」Vol.2
- 「8P channel 3」Vol.3
- 「8P channel 4」Vol.1
- 「8P channel 4」Vol.2
- 「8P channel 4」Vol.3
- EVENT DVD MARINE SUPERNOVA 2018
- THE IDOLM@STER SideM GREETING TOUR 2017 〜BEYOND THE DREAM〜 LIVE Blu-ray
- THE IDOLM@STER SideM 3rdLIVE TOUR ~GLORIOUS ST@GE!~ LIVE Blu-ray [Side MAKUHARI]
- アイドルマスター SideM Five-St@r Party!!

2019年
- 「8P channel 5」Vol.1
- 「8P channel 5」Vol.2
- 「8P channel 5」Vol.3
- 「8P channel 6」Vol.1
- 「8P channel 6」Vol.2
- 「8P channel 6」Vol.3
- FUTSAL声優Section 1
- THE IDOLM@STER SideM 3rdLIVE TOUR ～GLORIOUS ST@GE!～ LIVE Blu-ray [Side SENDAI]
- THE IDOLM@STER SideM 3rdLIVE TOUR ～GLORIOUS ST@GE!～ LIVE Blu-ray [Side SHIZUOKA]
- 声優 DVD 企画 Steal Treasure Run !!
- THE IDOLM@STER SideM PRODUCER MEETING 315 SP＠RKLING TIME WITH ALL!!! EVENT Blu-ray
- THE IDOLM@STER SideM 4th STAGE 〜TRE@SURE GATE〜LIVE Blu-ray
- Rejet Fes.2019 ORIGIN
- B-PROJECT SUMMER LIVE2018 〜ETERNAL PACIFIC〜
- ボドゲであそぼ3

2020年
- 「8P channel 7」Vol.1
- 「8P channel 7」Vol.2
- 「8P channel 7」Vol.3
- MARINE SUPERNOVA LIVE 2019
- 声優イベントDVD企画 人狼バトル lies and the truth 2019 August~人狼VSエクソシスト~

### 音樂CD
| 發行日期 | 名稱                                                                                 | 歌手 | 歌曲 | 商業搭配                                                            |
| 2015年   | 2015年                                                                               | 2015年 | 2015年 | 2015年                                                              |
| -------- | ------------------------------------------------------------------------------------ | --- | --- | ------------------------------------------------------------------- |
| 7月22日  | THE IDOLM@STER SideM ST@RTING LINE -04 High×Joker                                    | High×Joker | 「HIGH JUMP NO LIMIT」 「JOKER↗オールマイティ」 「DRIVE A LIVE（High×Joker ver.）」                                                                                                | 『偶像大師 SideM』關連曲                                            |
| 2016年   |                                                                                      | | |                                                                     |
| 3月23日  | KiLLER KiNG デビューシングル「キラキラスマイル」                                     | KiLLER KiNG | 「キラキラスマイル」 「極上フィクション」 | 『B-PROJECT』 關連曲                                                |
| 7月13日  | THE IDOLM@STER SideM 2nd ANNIVERSARY DISC 01 DRAMATIC STARS & High×Joker             | DRAMATIC STARS & High×Joker | 「夜空を煌めく星のように」 | 『偶像大師 SideM』關連曲                                            |
| 7月13日  | THE IDOLM@STER SideM 2nd ANNIVERSARY DISC 01 DRAMATIC STARS & High×Joker             | High×Joker | 「OUR SONG -それは世界でひとつだけ-」 | 『偶像大師 SideM』關連曲                                            |
| 12月21日 | Hungry Wolf                                                                          | KiLLER KiNG | 「Hungry Wolf」 「Twinkle☆Bingo」 「永久パラダイス KiLLER KiNG ver」 | 『B-PROJECT』 關連曲                                                |
| 12月21日 | 無敵*デンジャラス                                                                    | B-PROJECT（キタコレ、THRIVE、MooNs、KiLLER KiNG） | 「無敵*デンジャラス」 「永久パラダイス（14 Vocal ver）」 | 『B-PROJECT』 關連曲                                                |
| 2017年   |                                                                                      | | |                                                                     |
| 2月1日   | Beyond The Dream                                                                     | 315プロダクション所属アイドル | 「Beyond The Dream」 | 『偶像大師 SideM』關連曲                                            |
| 2月1日   | Beyond The Dream                                                                     | 315プロダクション所属アイドル（フィジカル） | 「Beyond The Dream（フィジカル Ver.）」 | 『偶像大師 SideM』關連曲                                            |
| 2月10日  | THE IDOLM@STER SideM 2nd ANNIVERSARY SOLO COLLECTION                                 | 秋山隼人 | 「OUR SONG -それは世界でひとつだけ-（秋山隼人 ソロVer.）」 | 『偶像大師 SideM』關連曲                                            |
| 3月15日  | Break it down                                                                        | KiLLER KiNG | 「Break it down」 「Ready to YOU!!」 | 『B-PROJECT』 關連曲                                                |
| 5月10日  | 「8P channel 2」OP&ED CD                                                             | 8P（畠中祐、野上翔、八代拓、榎木淳弥、ランズベリー・アーサー、髙坂篤志、益山武明、千葉翔也）                                                                                 | 「Jumping Smlile」 「FULL VOLUME!!」 | 『8P channel 2』 片頭曲與片尾曲                                     |
| 6月7日   | 「8P」ユニットソングCD Vol.1                                                         | 畠中祐、千葉翔也 | 「哀シキ宿命ニ」 「君空模様」(solo) | 『8P channel』 小隊歌曲                                             |
| 7月19日  | S級パラダイス BLACK                                                                  | B-PROJECT（キタコレ、THRIVE、MooNs、KiLLER KiNG） | 「S級パラダイス」 「Blooming Festa!」 「Twinkle☆Bingo」 「極上フィクション」 「Break it down」 「無敵＊デンジャラス」                                                              | 『B-PROJECT』 關連曲                                                |
| 7月19日  | S級パラダイス WHITE                                                                  | B-PROJECT（キタコレ、THRIVE、MooNs、KiLLER KiNG） | 「S級パラダイス」 「キラキラスマイル」 「Ready to YOU!!」 「Hungry Wolf」 「永久パラダイス」                                                                                       | 『B-PROJECT』 關連曲                                                |
| 11月15日 | THE IDOLM@STER SideM ANIMATION PROJECT 01「Reason‼」                                 | 315 STARS（DRAMATIC STARS、Beit、S.E.M、High×Joker、W、Jupiter） | 「Reason‼」 | 『偶像大師 SideM』關連曲                                            |
| 11月15日 | THE IDOLM@STER SideM ANIMATION PROJECT 01「Reason‼」                                 | Beit、High×Joker、W | 「夏時間グラフィティ」 | 『偶像大師 SideM』關連曲                                            |
| 12月6日  | THE IDOLM@STER SideM ORIGIN@L PIECES 09                                              | 秋山隼人 | 「PRECIOUS TONE」 | 『偶像大師 SideM』關連曲                                            |
| 2018年   |                                                                                      | | |                                                                     |
| 1月17日  | THE IDOLM@STER SideM ANIMATION PROJECT 06「Sunset★Colors」                           | High×Joker | 「Sunset★Colors」 | 『偶像大師 SideM』關連曲                                            |
| 1月17日  | THE IDOLM@STER SideM ANIMATION PROJECT 06「Sunset★Colors」                           | High×Joker | 「Reason!!（High×Joker ver.）」 | 『偶像大師 SideM』關連曲                                            |
| 1月24日  | THE IDOLM@STER SideM BD・DVD第2卷特典CD 315 St@rry Collaboration 02 〜High×Joker&W〜 | High×Joker、W | 「いつかこの瞬間に名前をつけるなら」 | 『偶像大師 SideM』關連曲                                            |
| 1月24日  | THE IDOLM@STER SideM BD・DVD第2卷特典CD 315 St@rry Collaboration 02 〜High×Joker&W〜 | High×Joker | 「カレイド TOURHYTHM」 | 『偶像大師 SideM』關連曲                                            |
| 1月31日  | THE IDOLM@STER SideM ANIMATION PROJECT 08「GLORIOUS RO@D」                           | 315 STARS（DRAMATIC STARS、Beit、S.E.M、High×Joker、Jupiter） | 「Beyond The Dream（第2話 Ver）」 | 『偶像大師 SideM』關連曲                                            |
| 1月31日  | THE IDOLM@STER SideM ANIMATION PROJECT 08「GLORIOUS RO@D」                           | 315 STARS（DRAMATIC STARS、Beit、S.E.M、High×Joker、W、Jupiter） | 「DRIVE A LIVE（第13話 Ver）」 | 『偶像大師 SideM』關連曲                                            |
| 1月31日  | THE IDOLM@STER SideM ANIMATION PROJECT 08「GLORIOUS RO@D」                           | 315 STARS（DRAMATIC STARS、Beit、S.E.M、High×Joker、W、Jupiter） | 「GLORIOUS RO@D」 | 『偶像大師 SideM』關連曲                                            |
| 3月10日  | ハジマリノソラ                                                                       | SparQlew | 「ハジマリノソラ」 | Kiramune旗下組合『SparQlew』關連曲                                  |
| 3月18日  | ファントム・オブ・ラブ                                                               | KiLLER KiNG | 「ファントム・オブ・ラブ」 | 『B-PROJECT』 關連曲                                                |
| 3月18日  | ファントム・オブ・ラブ                                                               | 不動明謙 | 「ヒミツの恋」 | 『B-PROJECT』 關連曲                                                |
| 7月16日  | 快感エブリディ                                                                       | B-PROJECT（キタコレ、THRIVE、MooNs、KiLLER KiNG） | 「快感エブリディ」 「After all this time」 | 『B-PROJECT』 關連曲                                                |
| 11月7日  | 8P ミニアルバム「CV」                                                                | 野上翔、髙坂篤志、益山武明、千葉翔也 | 「MYSTIC SECRET」 | 『8P channel』關連曲                                                |
| 11月7日  | 8P ミニアルバム「CV」                                                                | 益山武明、千葉翔也 | 「statice」 | 『8P channel』關連曲                                                |
| 11月7日  | Chance!/ブラックアウト                                                               | Kashicomi | 「Chance!」 「ブラックアウト」 | 廣播節目『千葉翔也・野上翔の翔福翔来!!』衍生組合『Kashicomi』關連曲 |
| 11月14日 | THE IDOLM@STER SideM WakeMini! MUSIC COLLECTION 01                                   | 315 STARS（フィジカル Ver.） | 「LET'S GO!!」 | 『偶像大師 SideM』關連曲                                            |
| 12月26日 | スタレボ☆彡 88星座のアイドル革命 THE BEST「STAR REVOLUTION」Vol.3                    | Luna Lore | 「Horoscope」 「イケナイヒミツ」 | 遊戲『スタレボ☆彡 88星座のアイドル革命』關連曲                      |
| 2019年   |                                                                                      | | |                                                                     |
| 1月1日   | Bring it on!                                                                         | SparQlew | 「僕たちのHORIZON」 「アブラカタブラ」 「EASY GOING FEVER!」 「Change My World」 「Red&White」 「弦風景」 「We are Traveler’5」 「Follow Our Dream」 「Treasure」 「Love Express」 | Kiramune旗下組合『SparQlew』關連曲                                  |
| 1月30日  | 絶頂*エモーション                                                                    | B-PROJECT（キタコレ、THRIVE、MooNs、KiLLER KiNG） | 「絶頂*エモーション」 「光と影の時結ぶ」 | 『B-PROJECT』關連曲                                                 |
| 2月20日  | Am（A minor）                                                                        | Kashicomi | 「Chance!」 「ブラックアウト」 「LOVELESS」 「Fly High!」 「You are my only star」 「桜色レイン」                                                                                  | 廣播節目『千葉翔也・野上翔の翔福翔来!!』衍生組合『Kashicomi』關連曲 |
| 3月15日  | THE IDOLM@STER SideM WakeMini! SOLO COLLECTION 01 PHYSICAL Ver.                      | 秋山隼人 | 「LET'S GO!!」 | 『偶像大師 SideM』關連曲                                            |
| 3月27日  | B-PROJECT〜絶頂*エモーション〜 BD・DVD第1巻特典CD                                    | KiLLER KiNG | 「光と影の時結ぶ」 | 『B-PROJECT』關連曲                                                 |
| 3月27日  | B-PROJECT〜絶頂*エモーション〜 BD・DVD第1巻特典CD                                    | KiLLER KiNG | 「Love Winner」 | 『B-PROJECT』關連曲                                                 |
| 3月27日  | B-PROJECT〜絶頂*エモーション〜 BD・DVD第1巻特典CD                                    | THRIVE、KiLLER KiNG | 「Juggler」 | 『B-PROJECT』關連曲                                                 |
| 5月8日   | 勝利の歌                                                                             | SparQlew | 「勝利の歌」 「ツナギツナガリ」 「Dear pleasure」 | Kiramune旗下組合『SparQlew』關連歌                                  |
| 6月5日   | THE IDOLM@STER SideM WORLD TRE@SURE 08                                               | 神楽麗、秋山隼人、卯月巻緒、岡村直央 | | 『偶像大師 SideM』關連曲                                            |
| 6月26日  | 8Pミニアルバム「アニマルズ・パレード」                                               | キツネ（畠中祐）、フクロウ（野上翔）、タヌキ（八代拓）、ライオン（榎木淳弥）、ネズミ（ランズベリー・アーサー）、ヒツジ（髙坂篤志）、ウサギ（益山武明）、シロクマ（千葉翔也） | 「アニマルズ・パレード」 | 『8P channel』關連曲                                                |
| 6月26日  | 8Pミニアルバム「アニマルズ・パレード」                                               | ヒツジ（髙坂篤志）、シロクマ（千葉翔也） | 「アニマルズ・パレード 〜レッスン・デイズ〜」 | 『8P channel』關連曲                                                |
| 8月23日  | 「8P」1stアルバム「Happy Glitter」                                                   | 千葉翔也 | 「Kissing heart」 | 『8P channel』關連曲                                                |
| 8月23日  | 「8P」1stアルバム「Happy Glitter」                                                   | 8P（畠中祐、野上翔、八代拓、榎木淳弥、ランズベリー・アーサー、髙坂篤志、益山武明、千葉翔也）                                                                                 | 「Happy Glitter」 | 『8P channel』關連曲                                                |
| 8月28日  | B-PROJECT〜絶頂*エモーション〜 BD・DVD第6巻特典CD                                    | KiLLER KiNG | 「DIVE INTO THE WORLD」 | 『B-PROJECT』關連曲                                                 |
| 8月28日  | B-PROJECT〜絶頂*エモーション〜 BD・DVD第6巻特典CD                                    | B-PROJECT（キタコレ、THRIVE、MooNs、KiLLER KiNG） | 「あえて言葉にするなら」 | 『B-PROJECT』關連曲                                                 |
| 10月23日 | Noble Recollections 02                                                               | ペッパー | 「absolute freedom」 | 遊戲『千銃士』角色歌                                                |
| 11月13日 | 10秒ミライ                                                                           | KiLLER KiNG | 「10秒ミライ」 「ケセラセッラ」 | 『B-PROJECT』關連曲                                                 |
| 12月18日 | THE IDOLM@STER SideM 5th ANNIVERSARY DISC 01 PRIDE STAR                              | 315 ALLSTARS | 「PRIDE STAR」 「DRIVE A LIVE」 「Reason!!」 「GLORIOUS RO@D」 | 『偶像大師 SideM』關連曲                                            |
| 12月25日 | us/雨が止むまで                                                                      | Kashicomi | 「us」 「雨が止むまで」 | 廣播節目『千葉翔也・野上翔の翔福翔来!!』衍生組合『Kashicomi』關連曲 |
| 2020年   |                                                                                      | | |                                                                     |
| 3月25日  | KING of CASTE〜Bird in the Cage〜                                                    | B-PROJECT（キタコレ、THRIVE、MooNs、KiLLER KiNG） | 「Who is the King?」 | 『B-PROJECT』關連曲                                                 |
| 3月25日  | KING of CASTE〜Bird in the Cage〜 獅子堂高校ver.                                     | 獅子堂高校（ゴウシ、ユウタ、ケント、ユヅキ、ハルヒ、アカネ、ミロク） | 「I for you」 | 『B-PROJECT』關連曲                                                 |
| 4月15日  | Kashicomi 2nd Mini Album （名稱未定）                                                | Kashicomi | 未定 | 廣播節目『千葉翔也・野上翔の翔福翔来!!』衍生組合『Kashicomi』關連曲 |

## 外部連結
- Sigma Seven e官方簡歷（页面存档备份，存于）
- KIKI by VOICE Newtype（页面存档备份，存于）
- 千葉翔也・野上翔の翔福翔来!!（页面存档备份，存于）
- Kiramune「SparQlew」官方網站（页面存档备份，存于）
- 千葉翔也のトゥー・ビー・ナイト（页面存档备份，存于）